# انقیاد نام
بستگی نام یا انقیاد نام (به انگلیسی: Name Binding) در زبان‌های برنامه‌نویسی، ایجاد پیوند بین شناسه‌ها و موجودیت‌ها (شامل کد یا داده) است. شناسه‌ای که به یک شی انقیاد شود، به‌عنوان مرجع آن شی شناخته می‌شود. شناسه‌ها در کد ماشین وجود خارجی ندارند و انقیاد بین اشیا و نام‌ها به‌عنوان یک سرویس برای برنامه‌نویس، توسط زبان‌های برنامه‌سازی پیاده‌سازی می‌شوند. انقیاد ارتباط تنگاتنگی با دامنه دارد. دامنه مشخص می‌کند که در هر قسمت از برنامه، کدام نام‌ها به کدام اشیا انقیاد می‌شوند.

## زمان انقیاد
به انقیاد نام‌ها پیش از اجرای برنامه انقیاد زودرس (به انگلیسی: early binding) یا ایستا (به انگلیسی: static binding) می‌گویند. انقیادهای صورت گرفته در زمان اجرای برنامه نیز انقیاد دیررس (به انگلیسی: late binding) یا پویا (به انگلیسی: dynamic bidning) یا مجازی (به انگلیسی: virtual binding) نامیده می‌شوند.
به‌عنوان نمونه در زبان برنامه‌نویسی سی انقیاد نام یک تابع به صورت زودرس صورت می‌گیرد؛ تابع انقیاد شده به یک نام نمی‌تواند در زمان اجرا تغییر کند.